# Szőcs János (történész)
Szőcs János (Gyimesbükk, 1937. január 2. – 2020. augusztus 16.) erdélyi magyar helytörténetíró, muzeológus.

## Életútja
Középiskolai tanulmányait Csíkszeredában végezte (1956), oklevelét a kolozsvári BBTE történelem szakán szerezte (1962). Pályáját a csíkmadarasi általános iskola történelemtanáraként kezdte (1962–63), majd a gyimesközéploki általános iskola tanára (1963–68, 1969–75), az első időszakban igazgatója, közben egy évig a Hargita megyei tanügyi osztály szaktanfelügyelője volt. 1975-ben került a Hargita megyei múzeumhoz, amelynek muzeológusa (1975–80), igazgatója volt (1981–85). Később a megyei könyvtár könyvtárosa (1985–90), végül újból a Csíki Székely Múzeum muzeológusa. 1997 óta nyugdíjas.
Kutatási területe a Keleti-Kárpátok völgyeiben és két oldalán élő székelyek, csángók és románok múltja.
Első írása a csíkszeredai Hargita c. napilapban jelent meg (1972). A továbbiakat az Acta Hargitensia, Művelődés, Honismeret, Acta [Siculica], Székelyföld, valamint gyűjteményes kötetek: A Székely Nemzeti Múzeum és a Csíki Székely Múzeum Évkönyvei (1997, 1998, 1999, 2002, 2005, 2006, 2007–2009), a Székely Útkereső Antológia (Székelyudvarhely 1994), a Csángók (Székelyudvarhely, 1998), Az EME és a Csíki Székely Múzeum közös rendezésében tartott vándorgyűlés előadás-gyűjteménye (Csíkszereda, 1999), A többség kisebbsége. Tanulmányok a székelyföldi románság történetéből (Csíkszereda, 1999) közölték.
Írásainak tárgya a székely önkormányzat (Csíkszereda mezőváros az 1602–1850 közötti időben. 1999; Három csíki falutörvény. 2004), a csángó sors (A moldvai csángó magyarokról. 1991–1992; „Mi, Bákó vármegyebéli magyarok!” 1994), a társadalmi mozgalmak (Adatok a gyimesvölgyi parasztmozgalmak történetéhez. 1980; Az első csíki újság, a Hadilap 1849. 2006), a művelődéstörténet (Gergelyffi András, a méltatlanul elfelejtett csíki orvos-vegyész 1760–1816. 2002), az etnikai kapcsolatok (A románok megtelepedése, román falvak kialakulása Csík-, Gyergyó-, Kászonszékben. 1999), az oktatástörténet (A csíksomlyói gimnázium kisiskolája, elemi tagozata. 1668–1846. 2005; Elemi oktatás Csíkszékben. 1571–1800. I–II.  2007–2009) széles körét fogja át. A csíki história határkövei (a kezdetektől 1848-ig) c. tanulmányában a történelmi tájegység múltjának összefoglaló bemutatására vállalkozik. Jelenleg egy átfogó csángó történethez és egy néprajzi témához (a gyimesi guzsalyas) gyűjt adatokat.

## Kötetei
- A csíkszeredai Mikó-vár (társszerző Mihály Zita, Kolozsvár, 1996. Erdélyi műemlékek 14);
- Gergelyffi András, a méltatlanul elfeledett csíki orvos-vegyész (Sepsiszentgyörgy, 2001), Pater Zöld. Zöld Péter élete és munkássága (a kétnyelvű kötet közli Batthyány Ignác püspöknek küldött jelentését, Csíkszereda 2002);
- Három csíki falutörvény (Csíkszereda, 2004);
- A Mikó-vár története (Csíkszereda, 2005)
- A madéfalvi veszedelem, 1764; összeáll. Szőcs János, szerk.; Magyar Miniatűr és Bibliofil Könyvészek Társasága, Békéscsaba, 2005
- Balog László–Szőcs János–Ferencz-Mátéfi Krisztina: Lélek és kincs Csíkszentmiklóson. Fejezetek a csíkszentmiklósi római katolikus egyházközség életéből; Csíkszentmiklósi Római Katolikus Plébánia, Közbirtokosság–Státus, Csíkszereda, 2010